# Thomas Pennant
Thomas Pennant (14 de juny de 1726 – 16 de desembre de 1798) va ser un naturalista i antiquari gal·lès.

## Biografia
Els Pennant eren una família de la petita noblesa gal·lesa de la parròquia de Whitford, Flintshire, que s'havien construït una modesta hisenda a Bychton cap al segle xvii. El 1724 el pare de Thomas, David Pennant, va heretar la veïna propietat de Downing d'un cosí, augmentant considerablement la fortuna familiar. Downing Hall, on va néixer Thomas a la 'cambra groga', va esdevenir la principal residència dels Pennant.
Thomas Pennant va rebre els seus primers estudis a l'escola de gramàtica de Wrexham, abans de traslladar-se a l'escola Thomas Croft de Fulham el 1740. El 1744 va ingressar al Queen's College d'Oxford, i posteriorment al Oriel College, també a Oxford. Com molts estudiants de famílies riques, va deixar Oxford sense obtenir un títol, encara que el 1771 el seu treball com a zoòleg va ser reconegut amb un títol honorífic.
A l'edat de 12 anys, va recordar posteriorment Thomas Pennant, s'havia inspirat en la passió per la història natural després d'haver conegut l'Ornitologia de Francis Willughby. Un recorregut per Cornualla entre 1746 i 1747, on va conèixer l'antiquari i naturalista William Borlase, li va despertar l'interès pels minerals i els fòssils, els quals van formar part dels seu principal estudi científic durant la dècada de 1750. El seu relat d'un terratrèmol a Downing, va ser inclòs el 1750 a les Philosophical Transactions de la Royal Society, on també hi va aparèixer el 1756 un document sobre diversos coralls que havia recollit a Coalbrookdale, Shropshire. En termes més pràctics, Thomas Pennant va fer servir els seus coneixements geològics per obrir una mina de plom, que el va ajudar a finançar les millores a Downing, després que la va heretar el 1763.
El 1757, a instàncies de Carl von Linné, va ser escollit membre de la Reial Societat de Ciències d'Uppsala. El 1766 va publicar la primera part de la British Zoology, un treball meritori, més com a compilació laboriosa que com a contribució original a la ciència. Durant la seva creació, va visitar el continent europeu i va conèixer a Buffon, a Voltaire, a Haller i a Pallas.

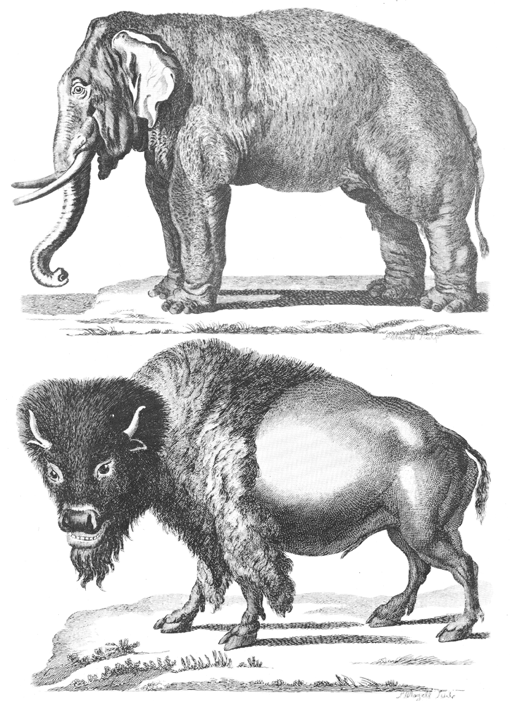
Elefant i biso. De l'obra History of Quadrupeds (1793).

El 1767 va ser escollit membre de la Royal Society. El 1771 va publicar la Synopsis of Quadrupeds, la qual va ampliar posteriorment amb el títol de History of Quadrupeds. A finals del mateix any va publicar A Tour in Scotland in 1769, el qual va resultar ser molt popular i va ser seguit el 1774 per un relat d'un altre viatge a Escòcia, aquest en dos volums. Aquestes obres tenen un valor inestimable com la preservació dels registres d'importants relíquies d'antiquaris que han mort. En 1778 es va dur a terme el Tour in Wales, que va ser seguit pel Journey to Snowdon (la primera part el 1781 i la segona el 1783), formant posteriorment el segon volum del Tour.
El 1783, va ser escollit membre estranger de la Reial Acadèmia Sueca de Ciències.
El 1782 va publicar Journey from Chester to London, i entre 1785 i 1787 va dur a terme l'Arctic Zoology. En 1790 va aparèixer Account of London, que va tenir un gran nombre d'edicions, i tres anys després va publicar l'autobiografia Literary Life of the late T. Pennant. En els seus darrers anys va ser contractat per un treball titulat Outlines of the Globe, del qual va publicar els dos primers volums el 1798. Els volums tres i quatre, van ser editats pel seu fill David Pennant el 1800. També va ser l'autor d'una sèrie d'obres menors, algunes de les quals van ser publicats pòstumament.
La correspondència que va rebre de Gilbert White va ser la base del llibre de White The Natural History and Antiquities of Selborne. Malauradament les cartes de Pennant de White s'han perdut.
L'exploració que va fer de les illes occidentals d'Escòcia va ser reproduïda per Nicholas Crane en un documental de la BBC Two emès el 16 d'agost de 2007, com a part de la sèrie "Great British Journeys".

## Obres
- A Tour in Scotland 1769. John Monk, 1771.
- A Synopsis of Quadrupeds. John Monk, 1771.
- A Tour in Scotland, and Voyage to the Hebrides 1772. John Monk, 1774.
- Genera of Birds. Balfour and Smellie, 1773.
- British Zoology. Benjamin White, 1776–1777.
- A Tour in Wales. H.D. Symonds, 1778 & 1781.
- A History of Quadrupeds. John Monk, 1781.
- Free Thoughts on the Militia Laws. Benjamin White, 1781.
- The Journey to Snowdon. Henry Hughs, 1781.
- The Journey from Chester to London. Benjamin White, 1782.
- Arctic Zoology. Henry Hughs, 1784–1787.
- Of the Patagonians. George Allan (private press), 1788.
- Of London. Robert Faulder, 1790.
- Indian Zoology. Robert Faulder, 1790.
- A Letter to a member of parliament: On Mail-Coaches. R. Faulder, 1792.
- The Literary Life of the Late Thomas Pennant. Benjamin and J. White, 1793.
- The History of the Parishes of Whiteford and Holywell. Benjamin and J. White, 1796.
- The View of Hindoostan. Henry Hughs, 1798–1800.
- Western Hindoostan. Henry Hughs, 1798.
- The View of India extra Gangem, China, and Japan. L. Hansard, 1800.
- The View of the Malayan Isles, New Holland, and the Spicy Isles. John White, 1800.
- A Journey from London to the Isle of Wight. E. Harding, 1801.
- From Dover to the Isle of Wight. Wilson, 1801.
- A Tour from Downing to Alston-Moor. E. Harding, 1801.
- A Tour from Alston-Moor to Harrowgate, and Brimham Crags. J. Scott, 1804.